# Жарков, Владимир Иванович
Влади́мир Ива́нович Жарко́в (8 ноября 1928, Большое Шереметьево, Пичаевский район, Воронежская область, РСФСР — 2000, Мариуполь, Донецкая область) — советский государственный деятель, 1-й секретарь Ждановского городского комитета КПУ Донецкой области. Депутат Верховного Совета УССР 9-10-го созывов. Член ЦК КПУ в 1976—1986 г.

## Биография
С 1943 г. — электрик электростанции, ученик Чимкентского техникума, механик участка, техник-конструктор рудника Южно-Казахстанской области Казахской ССР.
В 1949—1952 г. — служба в Советской армии.
Член КПСС с 1952 года.
В 1953—1961 г. — электрик, начальник смены, мастер коксового цеха Ждановского коксохимического завода Сталинской области, 1-й секретарь Орджоникидзевского районного комитета ЛКСМУ города Жданова.
Образование высшее. Без отрыва от производства окончил Украинский заочный политехнический институт в Харькове.
В 1961—1968 г. — председатель заводского комитета профсоюза, секретарь партийного комитета, заместитель начальника, начальник цеха улавливания, начальник отдела технического контроля Ждановского коксохимического завода Донецкой области.
В 1968—1972 г. — 1-й секретарь Орджоникидзевского районного комитета КПУ города Жданова Донецкой области.
В 1972—1974 г. — 2-й секретарь Ждановского городского комитета КПУ.
В 1974—1984 г. — 1-й секретарь Ждановского городского комитета КПУ Донецкой области.
Потом — на пенсии в городе Мариуполе Донецкой области.

## Награды
- орден Трудового Красного Знамени
- орден Октябрьской Революции
- два ордена Знак Почета
- орден Дружбы народов
- ордена
- медали